# Jinniu Hu
Jinniu Hu (kinesiska: 金牛湖) är en sjö i Kina. Den ligger i provinsen Jiangsu, i den östra delen av landet, omkring 49 kilometer norr om provinshuvudstaden Nanjing. Jinniu Hu ligger 16 meter över havet. Arean är 9,0 kvadratkilometer. Trakten runt Jinniu Hu består till största delen av jordbruksmark. Den sträcker sig 6,8 kilometer i nord-sydlig riktning, och 6,6 kilometer i öst-västlig riktning.
Genomsnittlig årsnederbörd är 1 277 millimeter. Den regnigaste månaden är juli, med i genomsnitt 262 mm nederbörd, och den torraste är december, med 31 mm nederbörd.